# Jordi Cocalàs
Jordi Cocalàs (en llatí Georgius Cocalas, en grec antic Γεώργιος Κωκαλᾶς) va ser un dels principals caps militars del bàndol de Joan V Paleòleg en el període de la guerra civil (1341-1347) entre aquest emperador i Joan VI Cantacuzè.